# USSPA
USSPA, s.r.o. je česká společnost s ručením omezeným. Rodinná firma USSPA je prvním a největším českým výrobcem vířivek a swim spa. Na trhu působí od roku 1995 a řadí se mezi přední evropské výrobce. Společnost dodává ucelený sortiment vířivek a swim spa pro privátní i komerční použití, který kromě tuzemského trhu exportuje i do více než 20 zemí světa, ve Španělsku má dceřinou společnost. Celý proces – od nápadu, přes design až po samotnou výrobu, se odehrává v továrně v Dolní Dobrouči. V Česku vlastní společnost 5 showroomů v Praze, Praze-Zeleneč, Brně, Ostravě a Dolní Dobrouči, jejichž mimořádný interiér pochází ze spolupráce s předními architektonickými studii. Kromě výroby a prodeje zajišťuje USSPA také servis a veškerou poprodejní péči.

## Charakteristika firmy
USSPA je známá pro výjimečnou kvalitu, design a inovace. Za svou dlouhou historii vytvořila řadu inovací, které posouvají obor spa kupředu. Je držitelem několika patentů, prestižních světových ocenění za design Red Dot Award a Good Design Award, certifikátu kvality Czech Made a mnoha dalších.
Každá vířivka prochází během výroby několika průběžnými kontrolami kvality a také veškeré procesy ve firmě probíhají v souladu s řadou certifikací kvality v čele s ISO 9001. Všechny činnosti jsou rovněž vykonávány s důrazem na šetrnost vůči životnímu prostředí. Formálním potvrzením úspěšnosti snažení v environmentální oblasti je mimo jiné i certifikace ISO 14001.

## Historie firmy
V roce 1993 po návratu z výměnného studijního pobytu v USA inspirovala tehdy šestnáctiletá Kateřina svého otce Ing. Petra Koláře k myšlence vyrábět vířivky. O dva roky později založil za pomoci své ženy Hany rodinnou firmu USSPA pod původním názvem U.S.Spa se sídlem v Ústí nad Orlicí. Firma zprvu montovala spa z dovážených skořepin a komponentů ze Spojených států, coby exkluzivní zástupce americké firmy Royal Spa pro Evropu. V roce 1998 společnost přesídlila do Dolní Dobrouče, kde zakoupila areál bývalé textilní továrny Hedva. Větší prostory umožnily investice do nových technologií a další rozvoj firmy směrem k vlastní výrobě. Ta byla oficiálně zahájena v roce 2002 uvedením dvou modelů komerčních vířivek. V roce 2003 následovala swim spa a první modely vlastní řady rodinných vířivek s názvem Universum spa.
Po úspěších na českém trhu, jehož se USSPA postupně stala lídrem, expandovala také do zahraničí. K dealerské síti v Evropě tak přidala v roce 2009 dceřinou společnost ve Španělsku se sídlem v Alicante. V roce 2011 proběhla generační výměna ve vedení společnosti, které od Ing. Petra Koláře přebrala jeho dcera a spolumajitelka USSPA Ing. Kateřina Kadlecová. Ta od té doby vede firmu spolu se svým manželem, který je výkonným ředitelem společnosti. K 20. výročí založení USSPA v roce 2015 přinesla na trh plně redesignovanou novou generaci privátních vířivek s vyspělými chytrými technologiemi vlastního vývoje. Na nyní již prestižními oceněními ověnčeném designu, který přinesl do oboru celou řadu přelomových prvků, spolupracovalo vývojové oddělení, v čele s ak. soch. Petrem Slaninou, s externím designérem Filipem Streitem ze studia Divan Design. USSPA dále každoročně roste, rozšiřuje sortiment spa, doplňků i služeb a také investuje do nových technologií ve výrobě.

## Zákaznický časopis Bublinky
Bublinky jsou klientský lifestylový časopis s dlouholetou tradicí. Magazín patří do uceleného systému trvalé péče o zákazníky společnosti USSPA. Vychází jednou ročně a je distribuován všem klientům společnosti v celé České republice. Celá produkce a realizace časopisu Bublinky vzniká in-house v rámci marketingového oddělení společnosti. Exkluzivně pro Bublinky vzniká jak obsah, tak převážná část obrazového materiálu.
Časopis Bublinky se opakovaně umísťuje na předních příčkách odborných soutěží jako je Zlatý středník, Fénix content marketing či Česká cena PR.

## Galerie

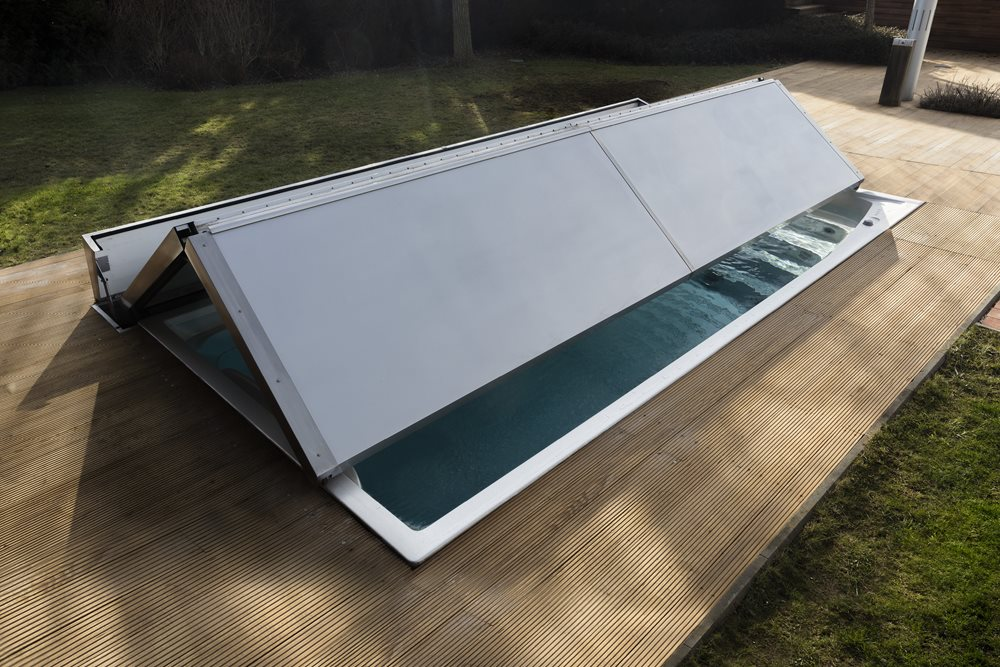
Automatický termokryt ACS®, oceněný produkt společnosti
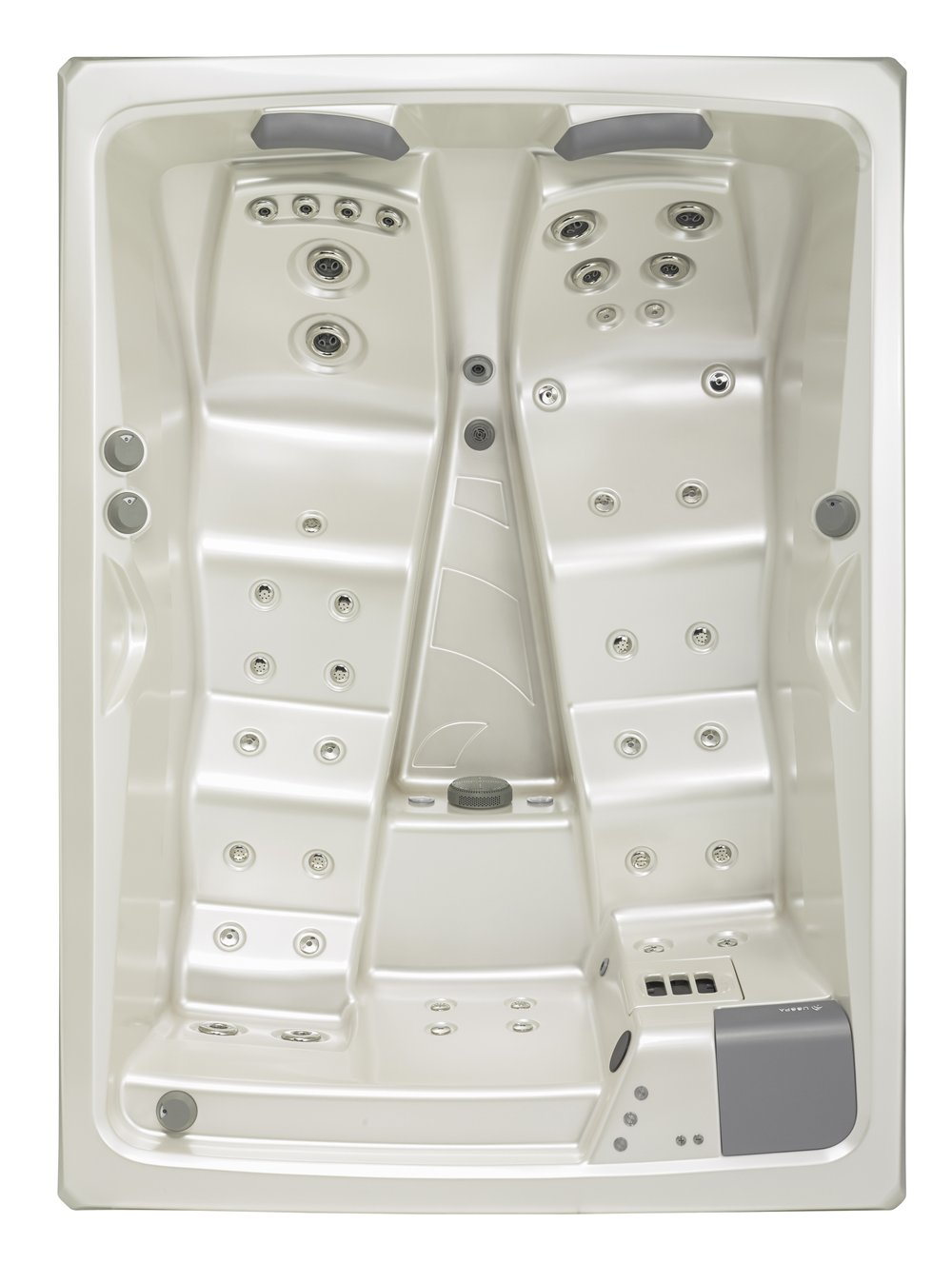
Vířivka Lyra iN, oceněný produkt společnosti
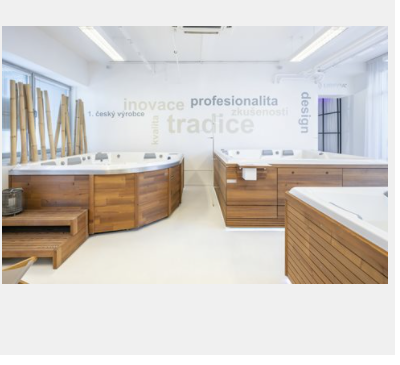
Showroom v Brně
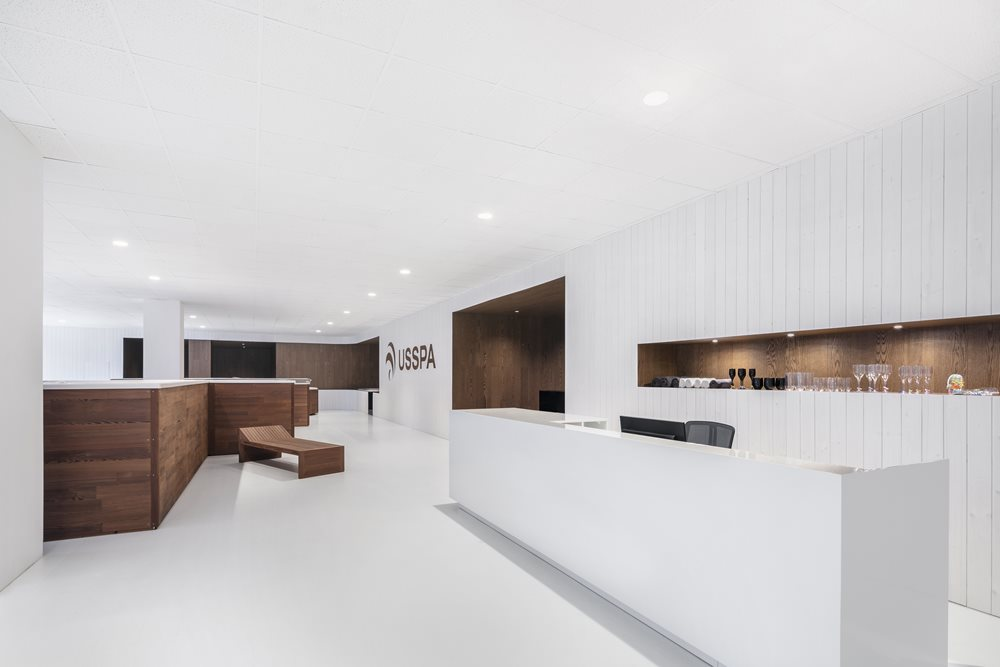
Showroom v Ostravě
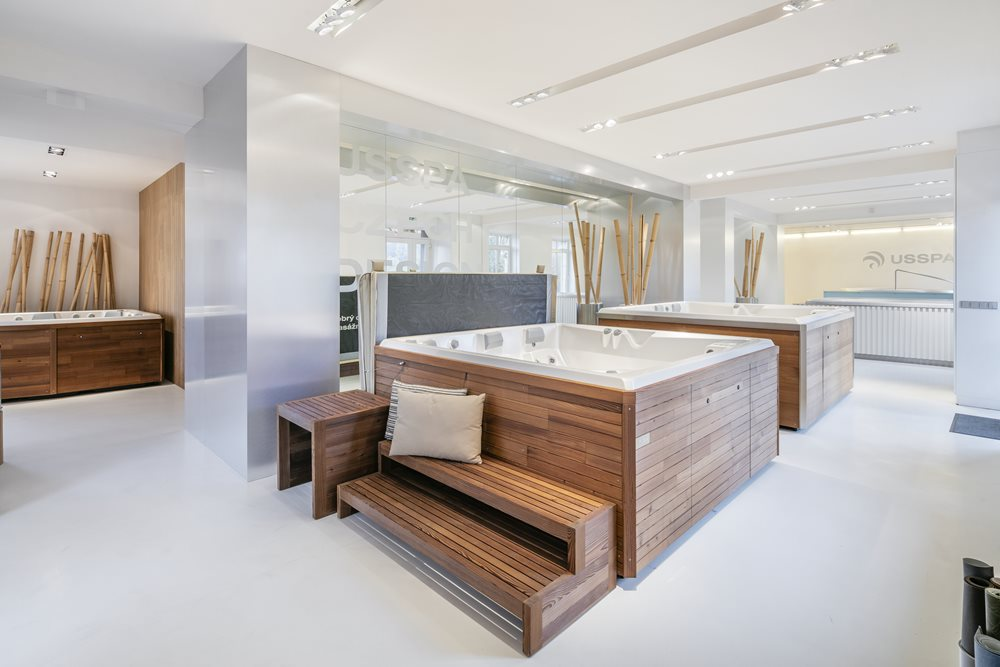
Showroom v Dolní Dobrouči